# غردن برتراج تنغ بيوارة (لوداب)
غردن برتراج تنغ بیوارة (بالفارسية: گردن پرتراج تنگ پیواره) هي قرية تقع في إيران في قسم لوداب الريفي. يقدر عدد سكانها بـ 18 نسمة بحسب إحصاء 2016.